# Wirtschaft Tadschikistans
Die Wirtschaft Tadschikistans beruht auf der Landwirtschaft, ein Großteil der Bevölkerung lebt auf dem Land. Tadschikistan ist bis heute eines der ärmsten Länder der Welt. Bis heute wirkt sich der tadschikische Bürgerkrieg auf die Wirtschaft aus.

## Statistiken und Kennzahlen
Alle BIP-Werte sind in US-Dollar (Kaufkraftparität) angegeben.
| Jahr                                    | 1993      | 1995      | 2000      | 2005       | 2006       | 2007       | 2008       | 2009       | 2010       | 2011       | 2012       | 2013       | 2014       | 2015       | 2016       | 2017       |
| --------------------------------------- | --------- | --------- | --------- | ---------- | ---------- | ---------- | ---------- | ---------- | ---------- | ---------- | ---------- | ---------- | ---------- | ---------- | ---------- | ---------- |
| BIP (Kaufkraftparität)                  | 6,61 Mrd. | 4,73 Mrd. | 5,92 Mrd. | 10,41 Mrd. | 11,48 Mrd. | 12,70 Mrd. | 13,97 Mrd. | 14,62 Mrd. | 15,77 Mrd. | 17,29 Mrd. | 18,93 Mrd. | 20,65 Mrd. | 22,43 Mrd. | 24,04 Mrd. | 26,02 Mrd. | 28,38 Mrd. |
| BIP pro Kopf (Kaufkraftparität)         | 1.186     | 836       | 945       | 1.504      | 1.625      | 1.760      | 1.895      | 1.943      | 2.070      | 2.216      | 2.376      | 2.540      | 2.702      | 2.836      | 3.008      | 3.212      |
| BIP Wachstum (real)                     | −11,1 %   | −12,5 %   | 8,3 %     | 6,7 %      | 7,0 %      | 7,8 %      | 7,9 %      | 3,9 %      | 6,5 %      | 7,4 %      | 7,5 %      | 7,4 %      | 6,7 %      | 6,0 %      | 6,9 %      | 7,1 %      |
| Inflation (in Prozent)                  | 2.000,6   | 612,5     | 32,9      | 7,3        | 10,0       | 13,2       | 20,4       | 6,4        | 6,4        | 12,4       | 5,8        | 5,0        | 6,1        | 5,8        | 5,9        | 7,3        |
| Staatsverschuldung (in Prozent des BIP) | …         | …         | 111       | 46         | 37         | 34         | 30         | 37         | 37         | 36         | 32         | 29         | 28         | 34         | 42         | 48         |

## Wirtschaftspolitik und Geschichte
Die Wirtschaft war unter der Sowjetunion planwirtschaftlich organisiert, auch ihrem Ende wurde die Privatisierung nur teilweise vollzogen. Heute wird die Industrie mit mehr als 70 % der Produktion immer noch von staatlichen Betrieben dominiert. Von 28 untersuchten Sektoren sind 21 von Staatsbetrieben dominiert.
Die Wirtschaft war vor der Sowjetrevolution landwirtschaftlich geprägt, eine Industrie gab es nicht. In den 1930er-Jahren wurden erstmals Industrien aufgebaut, die im Großen Vaterländischen Krieg aufgrund der Evakuierung aus Europa und dem vermehrten Bedarf expandierten. In der gesamten Sowjetzeit war die gesamte Wirtschaft kollektiviert. Nach der Unabhängigkeit von der Sowjetunion ging die Produktion zurück, es kam zu einer Wirtschaftskrise. Dann kam es zum tadschikischen Bürgerkrieg, der die Wirtschaft ebenfalls massiv beeinträchtigte.
In den letzten Jahren des Sowjetsystems folgte Tadschikistan dem Rest der Sowjetunion, der den Übergang vom sowjetischen zentralisierten Kommandosystem zur Marktwirtschaft eingeleitet hat. Anfang 1991 legalisierte die Regierung in Duschanbe die Verpachtung und Privatisierung staatlicher Unternehmen (mit Ausnahme von Branchen, die als kritisch für die nationale Sicherheit gelten). Der Übergang stieß jedoch auf entschiedenen Widerstand von Einzelpersonen, die noch Positionen innehatten, die ihnen Zugang zu wirtschaftlicher Macht und technologischem Know-how verschafften; Auch politische Persönlichkeiten mit ideologischen Einwänden gegen Marktreformen äußerten Widerstand. Solche einflussreichen Personen bestanden darauf, dass das bisherige System effizienter gemacht werden könne, wenn die Tadschiken zu mehr Arbeit aufgefordert würden. Diese Ansicht wurde durch die starken Preiserhöhungen populär, die auf die Preisaufhebung in der ersten Reformphase folgten. Die Nöte, Ängste und die Wut der Bürger aufgrund des anfänglichen wirtschaftlichen Schocks verlangsamten den Übergang zur Marktwirtschaft erheblich. Beispielsweise wurden im ersten Jahr der Unabhängigkeit nur vier private Bauernhöfe gegründet.
Das Regime von Emomalij Rahmon, der im Dezember 1992 an die Macht kam, zeigte wenig Interesse daran, die begrenzten Marktreformen von 1991 und 1992 fortzusetzen. Gleichzeitig setzte das neue Regime seine Unterstützung für private Unternehmen in kleinem oder mittlerem Umfang darauf, dass ausländische Investitionen dazu beitragen würden, die zerrüttete Wirtschaft des Landes wiederzubeleben. Mitte der 1990er Jahre befanden sich etwa die Hälfte aller Kleinunternehmen, insbesondere im Dienstleistungssektor, in Privatbesitz. Im November 1995 genehmigte der Gesetzgeber einen Reformplan für den Zeitraum 1995–2000, der jedoch keine konkreten Schritte in Richtung der allgemeinen Ziele der Privatisierung und der Förderung ausländischer und inländischer Investitionen enthielt.
1992 erhielt Tadschikistan seine erste Geschäftsbank, die Bank „Tajik Bank Business“. Die staatliche Bank wurde in erster Linie gegründet, um in die Wirtschaft der Republik zu investieren, und übernahm die Funktionen der ehemaligen sowjetischen Staatsbank (Gosbank); Außerdem wurde versucht, unter anderem Verbindungen zu den Vereinigten Staaten, dem Iran, China, Pakistan, Saudi-Arabien und Großbritannien aufzubauen. Nach der Auflösung der Sowjetunion verwendete Tadschikistan weiterhin den alten sowjetischen Rubel, bis Russland diese Währung 1994 durch den russischen Rubel ersetzte. Zu diesem Zeitpunkt trat Tadschikistan der russischen Rubelzone bei, ein Schritt, der den Interessen Tadschikistans zuwiderlief. Russland schickte nicht so viele Rubel wie versprochen, und viele der neuen Rubel, die schnell verschickt wurden, verließen Tadschikistan, da die Einwohner Waren aus anderen sowjetischen Nachfolgestaaten, insbesondere Usbekistan und Russland, kauften. Dadurch wurde die Bargeldwirtschaft oft durch Tauschgeschäfte und Schuldscheine ersetzt. Infolgedessen beschloss die Regierung in Duschanbe, die Rubelzone durch die Einführung des Somoni zu verlassen. Die Inflation stieg jedoch in den 1990er-Jahren anhaltend.

## Sektoren

### Primärer Sektor
Landwirtschaft
Die Landwirtschaft bildet die Basis der tadschikischen Wirtschaft und ihr größter Sektor. Insgesamt lebte 2003 73 % der Bevölkerung auf dem Land und 67 % (1,3 Millionen) arbeiteten in der Landwirtschaft, ein Zuwachs seit 1995 um 8 Prozentpunkte. Der Anteil am Bruttoinlandsprodukt lag im selben Jahr bei 28,3 %. Die landwirtschaftliche Produktion in Tadschikistan wird durch die relativ geringe Menge an Ackerland und mangelnde Investitionen in Infrastruktur, landwirtschaftliche Maschinen und Ausrüstung beeinträchtigt. Der Internationale Fonds für landwirtschaftliche Entwicklung (IFAD) beklagt den „Mangel an technischem Wissen bei Kleinviehhaltern, schlechte Gesetzesregelungen bei der Weidebewirtschaftung, ineffiziente Bewirtschaftung des gemeinschaftlichen Viehbestands, Futtermangel in den Wintermonaten, Umweltzerstörung und mangelnden Zugang zu qualitativ hochwertigem Futtersaatgut“ als erhebliche Hindernisse für die Entwicklung von Landwirtschaft und Viehzucht.
Von Bedeutung ist der Anbau von Baumwolle und Kartoffeln. Im Flachland werden vornehmlich Weizen und Baumwolle angebaut, in höheren Gebieten herrscht der Anbau von Kartoffeln und Weideland vor. Seit 1990 gab es einen Rückgang des urbaren Landes von fast 10.000 km² zu etwa 7.500 km² und einen ähnlichen Rückgang im Weideland, dafür ist das bewässerte Land gewachsen; inzwischen wird beinahe alles urbare Land bewässert. In Tadschikistan gab es 2006 19.000 Traktoren. Zu Sowjetzeiten war die Landwirtschaft zu 99 % kollektiviert, nach ihrem Zerfall zerfielen auch viele große Kollektivbetriebe. Im Gegensatz zu Kasachstan, wo große industrielle Farmen dominieren, herrschen in Tadschikistan kleinere Anbaugebiete und Grundstücke vor. Ein signifikanter Anteil der Produktion entfällt auf den Eigenanbau.
Aufgrund der gebirgigen Landschaft ist auf dem meisten Land kein Anbau möglich, weshalb die Weideflächen größer sind. Insgesamt werden 3 Millionen Schafe und Ziegen sowie 1 Million sonstiges Vieh gehalten.
Fischerei
Aus Flüssen und Seen wird eine begrenzte Menge an Fisch gefangen, des Weiteren gibt es einige Aquakulturen. Insgesamt belief sich die Produktion im Jahr 2003 auf 158 Tonnen wild gefangenen Fisch und 167 Tonnen Fisch aus Aquakulturen.
Forstwirtschaft
3 % von Tadschikistan sind bewaldet, hauptsächlich in Höhenlagen zwischen 1.000 und 3.000 Metern. Keine Waldregion ist als kommerziell nutzbar eingestuft; die meisten stehen unter staatlichem Schutz. Die Holzproduktion ist vernachlässigbar, aber es werden auch andere Produkte aus dem Wald hergestellt.

### Sekundärer Sektor
Industrie
Die Industrie wurde in den 1930er-Jahren mit Fokus auf die Baumwoll- und Bauindustrie aufgebaut. Im Zweiten Weltkrieg wurden Industrien von der Front unter anderem nach Zentralasien evakuiert und die dort bereits bestehenden ausgebaut. Nach dem Krieg entwickelte sich Industrie vor allem das Gebiet um den Wachsch, der mehrmals aufgestaut wurde. In den 1990er-Jahren durchlebte Tadschikistan den Bürgerkrieg und eine schwere Wirtschaftskrise. Die industrielle Produktion ging zwischen 1991 und 1993 um 40 % zurück, 1994, dem Jahr des Ausbruchs des tadschikischen Bürgerkriegs, ging die Produktion um weitere 31 % zurück. Besonders betroffen waren die Chemie- und die Schwerindustrie, die Leichtindustrie und die Lebensmittelverarbeitung. Nur die Produktion von 5 Produkten stieg an.
Das größte Industrieunternehmen ist das Aluminiumverarbeitungswerk TALCO in Tursunsoda. Als das Werk 1975 eröffnet wurde, verfügte es über die weltweit größte Aluminiumhütte mit einer Kapazität von 500.000 Tonnen pro Jahr. Doch Anfang der 1990er Jahre kam es aufgrund des Bürgerkriegs und der unzuverlässigen Rohstoffversorgung zu Schwierigkeiten. Im Jahr 1992 begann der Rückgang der Aluminiumproduktion und -qualität, da Aserbaidschan und Russland die Versorgung mit halbverarbeitetem Aluminiumoxid, von dem das Werk abhängig war, kürzten. Bis 1995 prognostizierte die Leitung des Werks eine Jahresproduktion von 240.000 Tonnen, immer noch weniger als die Hälfte der maximalen Kapazität. Der anhaltende Rückgang wurde durch veraltete Ausrüstung, niedrige Weltmarktpreise für Aluminium, die Abwanderung eines Großteils der qualifizierten Arbeitskräfte des Werks, Schwierigkeiten bei der Rohstoffbeschaffung und anhaltende Störungen infolge des Bürgerkriegs verursacht.
Bergbau
In der Sowjetzeit wurden in Tadschikistan mehrere Arten von Mineralien abgebaut, darunter Antimon, Quecksilber, Molybdän und Wolfram. Zur Sowjetzeit wurde Tadschikistan mit der Lieferung bestimmter Rohstoffe oder teilweise verarbeiteter Waren an andere Teile der Sowjetunion beauftragt. Beispielsweise ging fast das gesamte Gold Tadschikistans zur Verarbeitung nach Usbekistan. In den 1990er Jahren wurde jedoch erstmals öffentlich, dass es in Tadschikistan einen bis dahin geheimen Betrieb zur Urangewinnung und -vorverarbeitung gab. Der Betrieb, zu dessen Arbeitskräften politische Gefangene und Angehörige von Nationalitäten gehörten, die Stalin aus bestimmten ASSRs der RSFSR deportieren ließ, dürfte fast ein Drittel der gesamten Uranförderung in der Sowjetunion ausgemacht haben. Offiziellen tadschikischen Berichten zufolge waren die Vorkommen 1990 erschöpft.
Tadschikistan ist der weltgrößte Exporteur von Antimon.
Energieversorgung
Die Energieversorgung Tadschikistans wird von Wasserkraft dominiert. Das Land ist Importeur von Erdöl, nur kleine Vorkommen sind vorhanden und werden im geringen Maßstab ausgebeutet. Unzureichender Zugang zu importiertem Öl und Erdgas war bereits zu Sowjetzeiten ein Problem, nach 1991 wurde es noch größer.
Die sowjetische Zentralregierung betrachtete die Flüsse der Republik als gute Standorte
für Staudämme. Die Tadschiken äußerten jedoch ernste Bedenken. Das Potenzial, ein Staudamm könnte durch ein Erdbeben zerstört werden, war groß. Die Energieversorgung ist saisonal abhängig.
Die Energieproduktion und der Verbrauch stiegen in den letzten Jahren an. Der Anteil der Wasserkraft ist insgesamt gesunken, während der Anteil von Öl und Kohle, die Anfang der 2000er-Jahre vernachlässigbar waren, massiv gestiegen ist.

### Tertiärer Sektor
Der tertiäre Sektor ist nach Anteil am BIP der größte Wirtschaftssektor Tadschikistans.
Finanzen
Das tadschikische Finanzsystem besteht aus zwei Teilen: der Staatsbank und den kommerziellen Banken. Die Staatsbank übernimmt dabei die Funktion der Zentralbank, so gibt sie den Somoni heraus. Das Finanzsystem Tadschikistan ist wenig entwickelt, Probleme sind beispielsweise die hohe staatliche Kontrolle. Seit der Wirtschaftskrise in Russland 2014 hat das Finanzsystem noch mehr Probleme. Die einzige ausländische Bank mit tadschikischer Filiale ist die deutsche Acces Bank.

#### Kapitalmarkt
Das Land führt seit 2015 eine Wertpapierbörse, welche als Central Asian Stock Exchange bekannt ist. Derzeit sind knapp 40 Unternehmen gelistet.
Tourismus
Der Tourismus ist in Tadschikistan noch unterentwickelt, die meisten ausländischen Touristen sind Bergsteiger und Abenteuerurlauber.

## Außenhandel
Tadschikistan verzeichnet ein Handelsdefizit: Waren im Wert von 2,1 Milliarden USD wurden exportiert, dem stehen 5,1 Milliarden USD Import gegenüber.

### Export
Die am meisten exportierten Waren nach Wert sind: Gold (781 Mio. USD); Aluminium (231 Mio. USD), Baumwolle (205 Mio. USD), Antimon (152 Mio. USD) und Zinkerz (141 Mio. USD). Exportiert wurde hauptsächlich nach: Schweiz (582 Mio. USD), Kasachstan (360 Mio. USD), Türkei (240 Mio. USD), China (159 Mio. USD) und Usbekistan (130 Mio. USD).

### Import
Importiert werden hauptsächlich: raffiniertes Erdöl (387 Mio. USD), Weizen (225 Mio. USD), Erdgas (214 Mio. USD), unverarbeitetes Eisen (117 Mio. USD) und Autos (99,5 Mio. USD), größtenteils aus China (1620 Mio. USD), Russland (1160 Mio. USD), Kasachstan (722 Mio. USD), Usbekistan (343 Mio. USD) und der Türkei (274 Mio. USD).

## Umwelt
Die meisten Umweltprobleme Tadschikistans hängen mit der Agrarpolitik in der Sowjetzeit zusammen. Bis 1991 war der starke Einsatz von Mineraldüngern und Agrarchemikalien eine der Hauptursachen für die Umweltverschmutzung in der Republik. Zu diesen Chemikalien gehörte DDT, das international verboten ist und mehrere Entlaubungsmittel und Herbizide. Zusätzlich zu den Schäden, die sie der Luft, dem Land und dem Wasser zugefügt haben, haben die Chemikalien den die Baumwollsamen, deren Öl zum Kochen verwendet wird, verunreinigt. Baumwollbauern und ihre Familien sind durch den übermäßigen Einsatz von Agrarchemikalien besonders gefährdet, da sie direkt im Feld Kontakt mit der Baumwolle haben und Zweige von Bauwollpflanzen zuhause als Brennstoff verwenden. Es wird angenommen, dass toxische Chemikalien zu einer hohen Mütter- und Kindersterblichkeit sowie zu Geburtsfehlern beitragen. Die Sterblichkeitsrate bei Säuglingen betrug 1994 43,2 pro 1.000 Geburten, die zweithöchste Rate unter den Staaten Zentralasiens. Im Jahr 1990 lag die Säuglingssterblichkeitsrate bei 40,0 pro 1.000 Geburten.
Baumwolle erfordert besonders intensive Bewässerung. In den Baumwollanbaugebieten Tadschikistans wurden Bauernhöfe in großen, semiariden Gebieten und in ehemaligen Wüstengebieten, in denen Landwirtschaft durch Bewässerung möglich geworden war, gegründet. Die Anbausaison für Baumwolle ist jedoch der Sommer, wenn es in der Region praktisch keine Niederschläge gibt. Die von sowjetischen und postsowjetischen Agrarplanern zwischen 1964 und 1994 angeordnete Steigerung des Baumwollanbaus um 50 Prozent überforderte folglich die regionale Wasserversorgung. Schlecht konzipierte Bewässerungsnetze führten zu massiven Abflüssen, die den Salzgehalt des Bodens erhöhten und giftige Agrarchemikalien flussabwärts zu anderen Feldern, zum Aralsee und in besiedelte Gebiete der Region transportierten.
In den 1980er Jahren entfielen fast 90 Prozent des Wasserverbrauchs in Zentralasien auf die Landwirtschaft. Davon stammten fast 75 Prozent aus dem Amudarja und dem Syrdarja, den Hauptzuflüssen des Aralsees. Als die Austrocknung des Aralsees in den 1980er Jahren internationale Aufmerksamkeit erlangte, wurde die Wassernutzungspolitik zu einem umstrittenen Thema zwischen Sowjetrepubliken wie Tadschikistan, wo die Hauptflüsse entspringen, und den weiter flussabwärts gelegenen Republiken, darunter Usbekistan. Am Ende der Sowjetzeit hatte die Zentralregierung die Kontrolle über die Wassernutzungspolitik für Zentralasien abgegeben, aber die Republiken hatten sich nicht auf eine Verteilungspolitik geeinigt.
Auch die Industrie verursacht Umweltverschmutzungsprobleme. Ein Hauptverursacher ist die Produktion von Nichteisenmetallen. Einer der führenden Industriestandorte Tadschikistans, das Aluminiumwerk in Tursunsoda (TALCO) westlich von Duschanbe nahe der Grenze zu Usbekistan, erzeugt große Mengen giftiger Abgase, die für einen starken Anstieg der Zahl von Geburtsfehlern unter den dort lebenden Menschen verantwortlich gemacht werden.
1992 richtete der Oberste Sowjet Tadschikistans ein Ministerium für Umweltschutz ein. Allerdings wurde die Durchsetzungsfähigkeit des Ministeriums durch die politischen Unruhen, die Tadschikistan in den ersten Jahren seiner Unabhängigkeit plagten, stark eingeschränkt. Die einzige registrierte private Umweltgruppe in Tadschikistan war Anfang der 1990er Jahre ein Teil der Sozialökologischen Allianz, dem größten informellen Umweltverband in der ehemaligen Sowjetunion. Die Hauptaufgaben der tadschikischen Niederlassung bestanden darin, Umweltforschung zu betreiben und Proteste gegen das Projekt des Wasserkraftwerks Roghun zu organisieren. Unter anderem deshalb wurde es bisher noch nicht realisiert.